# Casa de la Punxa (l'Escala)
Casa de la Punxa o de la Torre és un habitatge al nucli antic de la població de l'Escala, al sector nord del nucli, davant de la Platja i formant cantonada amb aquesta i amb els carrers Alfolí i del Port, on hi ha la façana principal. Antigament, aquest edifici, com tots els que envoltaven el port, estaven dedicats a les indústries derivades de la pesca com la salaó d'anxoves, els boters, les tavernes de pescadors, els magatzems de sal, etc. Aquest en particular exercia de fàbrica de glaç. Actualment els baixos funcionen com botigues comercials i els pisos com habitatges. L'any 2008 es va endegar un procés de rehabilitació i restauració, que l'any 2009 encara no havia conclòs.

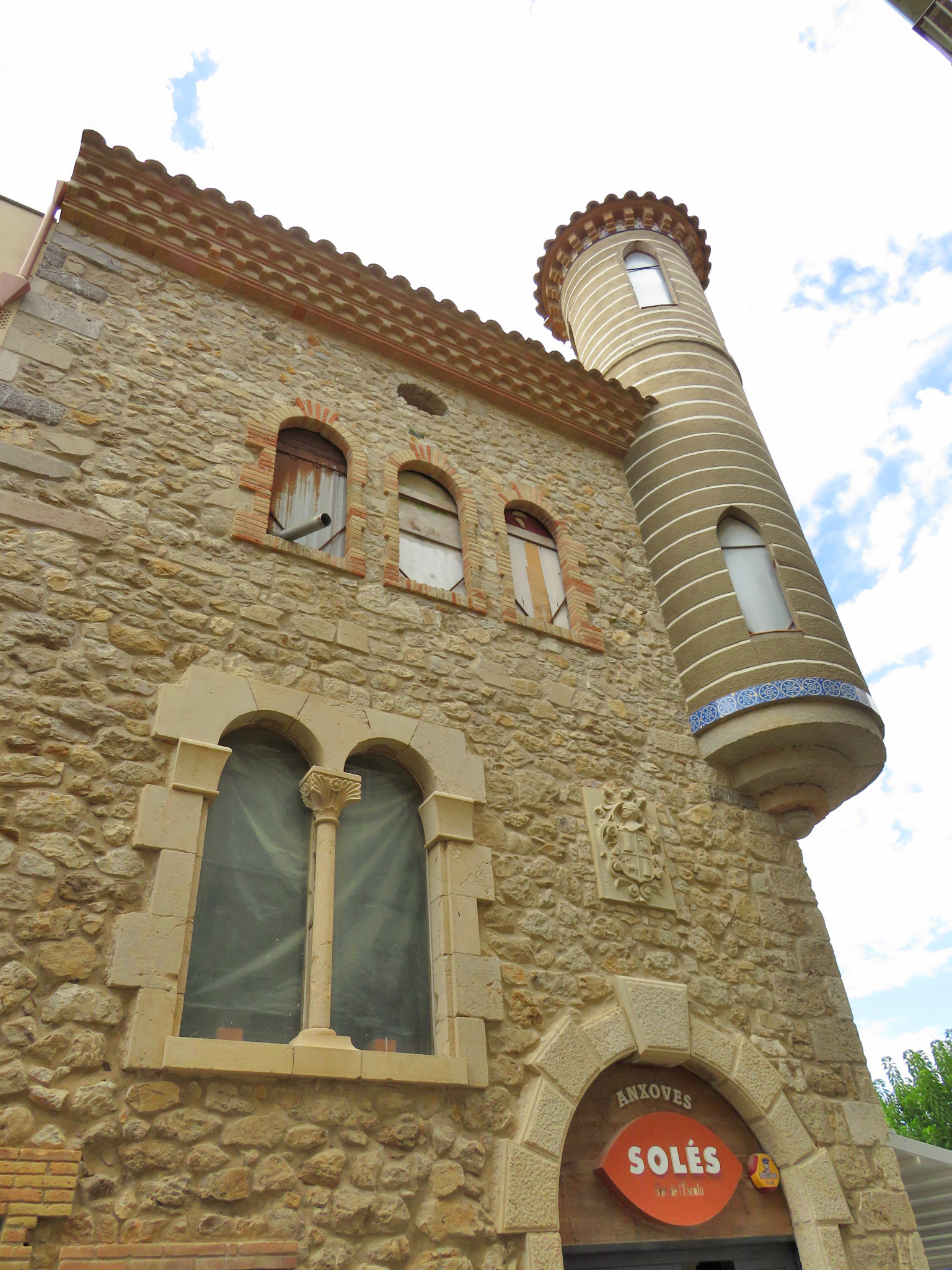
Detall de la façana del carrer del Port

Edifici de planta rectangular i una sola crugia, amb coberta plana amb tres vessants de teula. Consta de planta baixa, dos pisos i altell, amb una torre-garita a la cantonada nord-est. Tota la construcció es troba bastida amb pedra desbastada de diverses mides, lligada amb morter de calç. Les cantonades estan bastides amb carreus ben escairats. La façana principal presenta un gran portal de mig punt adovellat, amb la clau de volta destacada. Damunt seu hi ha un escut dels comtes d'Empúries esculpit en pedra i, al seu costat, una finestra geminada amb columneta i capitell decorat, d'estil neogòtic. Al nivell del segon pis hi ha tres obertures d'arc de mig punt bastides amb maons. La façana encarada a mar presenta, tant a la planta baixa com al primer pis, finestres geminades i trilobulades, també neogòtiques. Al segon pis hi ha tres finestres rectangulars emmarcades amb grans carreus de pedra ben escairats. A l'altell hi ha ulls de bou. La torre, força destacada respecte a l'entramat urbà de la població, s'aguanta damunt d'un basament format per mènsules circulars, delimitat per una filada de rajola vidriada blava. Distribuïda en dos nivells, amb les finestres apuntades i la coberta piramidal de teula, amb ràfec de rajola decorada. El parament està arrebossat, amb decoració esgrafiada de línies horitzontals blanques. La façana al Carrer Alfolí presenta les obertures rectangulars emmarcades amb carreus de pedra.